# 伪乌头碱
伪乌头碱（英語：pseudaconitine或nepaline）是一种从毛莨科植物印度乌头（学名：Aconitum ferox）根部中提取得到的剧毒二萜生物碱。1878年由Wright 和Luff在印度乌头中发现并提取，其为印度毒药bikh、bish和nabee的毒物成分之一。
伪乌头碱是乙酰胆碱酯酶的中度抑制剂。这种酶主要功能是将神经递质乙酰胆碱水解，当乙酰胆碱酯酶被伪乌头碱抑制后，累积的乙酰胆碱会持续刺激肌肉、腺体和中枢神经系统。此外，少量的伪乌头碱还会导致舌头、嘴唇和皮肤刺痛。
伪乌头碱为脂溶性物质，干伪乌头碱受热会热解成无刺激性的焦伪乌头碱（C34H47O10N）。